# Uroctea sudanensis
Uroctea sudanensis is een spinnensoort in de taxonomische indeling van de spiraalspinnen (Oecobiidae).
Het dier behoort tot het geslacht Uroctea. De wetenschappelijke naam van de soort werd voor het eerst geldig gepubliceerd in 1966 door Pierre L. G. Benoit.